# Glenn Heights
Glenn Heights es una ciudad ubicada en el condado de Dallas en el estado estadounidense de Texas. En el Censo de 2010 tenía una población de 11.278 habitantes y una densidad poblacional de 603,03 personas por km².

## Geografía
Glenn Heights se encuentra ubicada en las coordenadas 32°33′5″N 96°51′16″O / 32.55139, -96.85444. Según la Oficina del Censo de los Estados Unidos, Glenn Heights tiene una superficie total de 18.7 km², de la cual 18.69 km² corresponden a tierra firme y (0.04%) 0.01 km² es agua.

## Demografía
Según el censo de 2010, había 11.278 personas residiendo en Glenn Heights. La densidad de población era de 603,03 hab./km². De los 11.278 habitantes, Glenn Heights estaba compuesto por el 36.42% blancos, el 50.04% eran afroamericanos, el 0.63% eran amerindios, el 0.6% eran asiáticos, el 0.04% eran isleños del Pacífico, el 9.62% eran de otras razas y el 2.65% pertenecían a dos o más razas. Del total de la población el 22.18% eran hispanos o latinos de cualquier raza.